# Trachyandra affinis
Trachyandra affinis är en grästrädsväxtart som beskrevs av Carl Sigismund Kunth. Trachyandra affinis ingår i släktet Trachyandra och familjen grästrädsväxter. Inga underarter finns listade i Catalogue of Life.